# Spyro Gyra
Spyro Gyra é uma banda americana de jazz fusion originalmente formada em meados de 1970 na cidade de Buffalo. A banda tem cerca de 29 álbuns gravados, com um total de vendas superior a 10 milhões de unidades. . Estão entre as mais prolíficas e bem-sucedidas bandas do gênero. Entre seus maiores sucessos estão "Shaker Song" e "Morning Dance", sendo estas de grande popularidade em rádios americanas do gênero musical Smooth Jazz e similares, e ainda ouvidas com frequência mesmo passados 30 anos de sido criadas.
Algumas músicas do seu repertório ficaram marcadas por sua utilização em spots comerciais e como tema de abertura de programas de rádio e televisão, como no caso de "Lovin You" (do álbum Catching the Sun) que  foi tema de abertura do programa Telecurso 1º Grau e a música "Bob Goes To The Store" (do álbum Breakout) que foi tema da vinheta  do programa Free Jazz Festival, exibidos na Rede Globo nos anos 80 e início dos 90. Outra música que merece destaque é a "Daddy's Got A New Girl Now" (do álbum Rites of Summer), que ficou famosa como fundo de diversas propagandas dos anos 80 e como tema de abertura do extinto programa "Note e Anote" da Rede Record de Televisão. A música "Breakout" foi utilizada como trilha do quadro Gols do Domingo do Programa de Domingo da extinta Rede Manchete.
Sua música possui influências que vão desde o smooth jazz, combinado com jazz e elementos do R&B, funk e pop music.
Os principais fundadores foram o saxofonista e compositor Jay Beckenstein e o tecladista Tom Schuman.

## Discografia

### Álbums
| Título                    | Ano  | Gravadora         |  |
| ------------------------- | ---- | ----------------- |  |
| Spyro Gyra                | 1978 | Amherst Records   |  |
| Morning Dance             | 1979 | MCA Records       |  |
| Catching The Sun          | 1980 | MCA Records       |  |
| Carnaval                  | 1980 | MCA Records       |  |
| Freetime                  | 1981 | MCA Records       |  |
| Incognito                 | 1982 | MCA Records       |  |
| City Kids                 | 1983 | MCA Records       |  |
| Access All Areas (live)   | 1984 | MCA Records       |  |
| Alternating Currents      | 1985 | MCA Records       |  |
| Breakout                  | 1986 | MCA Records       |  |
| Stories Without Words     | 1987 | MCA Records       |  |
| Rites of Summer           | 1988 | MCA Records       |  |
| Point Of View             | 1989 | MCA Records       |  |
| Fast Forward              | 1990 | GRP               |  |
| Three Wishes              | 1992 | GRP               |  |
| Dreams Beyond Control     | 1993 | GRP               |  |
| Love and Other Obsessions | 1995 | GRP               |  |
| Heart Of The Night        | 1996 | GRP               |  |
| 20/20                     | 1997 | GRP               |  |
| Road Scholars (live)      | 1998 | GRP               |  |
| Got The Magic             | 1999 | Windham Hill Jazz |  |
| In Modern Times           | 2001 | Heads Up          |  |
| Original Cinema           | 2003 | Heads Up          |  |
| The Deep End              | 2004 | Heads Up          |  |
| Wrapped in a Dream        | 2006 | Heads Up          |  |
| Good to Go-Go             | 2007 | Heads Up          |  |
| A Night Before Christmas  | 2008 | Heads Up          |  |
| Down the Wire             | 2009 | Heads Up          |  |
| A Foreign Affair          | 2011 | Heads Up          |  |
| The Rhinebeck Sessions    | 2013 | Heads Up          |  |

### Compilações
| Título                                                                   | Ano  | Gravadora |  |
| ------------------------------------------------------------------------ | ---- | --------- |  |
| Coleção(Spyro Gyra album)                                                | 1991 | GRP       |  |
| O melhor de Spyro Gyra - Os primeiros 10 anos                            | 1997 | GRP       |  |
| O melhor de Spyro Gyra                                                   | 2002 | GRP       |  |
| 20th Century Masters - The Millennium Collection: The Best of Spyro Gyra | 2007 | Verve     |  |

## Prêmios
Spyro Gyra ganhou diversos prêmios entre eles alguns Grammys:
- 1980: Melhor performance de JAZZ pelo "Catching the Sun"
- 1982: Melhor performance instrumental de Rhythm & Blues pelo "Stripes"
- 1982: Melhor performance de Jazz Fusion pelo  "Incognito"
- 1983: Melhor performance de Jazz Fusion pelo "City Kids"
- 1984: Melhor performance de Jazz Fusion pelo "Access All Areas"
- 1985: Grammy Award melhor perfromance instrumental pop pelo "Shakedown"
- 1985: Melhor performance de Jazz Fusion pelo "Alternating Currents"
- 2007: Grammy Award melhor álbum instrumental pelo Wrapped in a Dream
- 2008: Grammy Award melhor performance instrumental pelo "Simple Pleasures" de Good to Go-Go
- 2008: Grammy Award melhor álbum instrumental pelo Good to Go-Go
- 2009: Grammy Award melhor álbum instrumental Pop pelo "A Night Before Christmas"